# Macromedia Flash Communication Server
Macromedia Flash Communication Server, componentes que facilitan la conexión de Flash con el servidor, ya sea para realizar operaciones de lectura u operaciones de interacción con la base de datos. Existen varios proyectos OpenSources que intentan lograr esto a bajos costos, uno de ellos es AMFPHP.
En http://osflash.org/red5 Archivado el 30 de septiembre de 2010 en Wayback Machine. están desarrollando algo muy similar, de cuya evolución merece la pena estar pendiente.
“El nuevo producto es un salón de charla avanzado que además de charlas escritas, permite video conferencias, presentación de videos, pizarra compartida para dibujar y escribir, presentaciones compartidas y captura de video. Pero lo más interesante de todo es su característica de sólo necesitar un navegador de Internet y tener instalado el Flash Player. Para navegar por la red los computadores deben tener ya un navegador, y el Flash Player ya viene con todos los nuevos navegadores y computadores.”
- Datos: Q5989145